# 選抜高等学校野球大会 (京都府勢)
選抜高等学校野球大会（せんばつこうとうがっこうやきゅうたいかい）における京都府勢の成績について記す。

## 選抜中等学校野球大会
| 開催年 （大会）       | 選出校                     | 試合結果 | 試合結果                                                   | 成績     |
| --------------------- | -------------------------- | -------- | ---------------------------------------------------------- | -------- |
| 1924年 （第1回大会）  | 立命館中 （初出場）        | 1回戦    | ● 3 - 16 愛知一中                                          | 初戦敗退 |
| 1928年 （第5回大会）  | 平安中 （初出場）          | 1回戦    | ● 3 - 6 松山商                                             | 初戦敗退 |
| 1929年 （第6回大会）  | 平安中 （2年連続2回目）    | 1回戦    | ● 0 - 5 海草中                                             | 初戦敗退 |
| 1930年 （第7回大会）  | 平安中 （3年連続3回目）    | 1回戦    | ○ 4 - 0 広島商                                             | ベスト4  |
| 1930年 （第7回大会）  | 平安中 （3年連続3回目）    | 準々決勝 | ○ 7 - 2 台北一中                                           | ベスト4  |
| 1930年 （第7回大会）  | 平安中 （3年連続3回目）    | 準決勝   | ● 2 - 9 松山商                                             | ベスト4  |
| 1931年 （第8回大会）  | 平安中 （4年連続4回目）    | 2回戦    | ● 2 - 5 松山商                                             | 初戦敗退 |
| 1932年 （第9回大会）  | 京都師範 （初出場）        | 2回戦    | ○ 2 - 0 海草中                                             | ベスト8  |
| 1932年 （第9回大会）  | 京都師範 （初出場）        | 準々決勝 | ● 0 - 1 明石中                                             | ベスト8  |
| 1932年 （第9回大会）  | 平安中 （5年連続5回目）    | 1回戦    | ● 1 - 3 中京商                                             | 初戦敗退 |
| 1933年 （第10回大会） | 京都商 （初出場）          | 1回戦    | ○ 6 - 2 関西学院中                                         | ベスト8  |
| 1933年 （第10回大会） | 京都商 （初出場）          | 2回戦    | ○ 3 - 2 大正中                                             | ベスト8  |
| 1933年 （第10回大会） | 京都商 （初出場）          | 準々決勝 | ● 1 - 2 明石中                                             | ベスト8  |
| 1933年 （第10回大会） | 平安中 （6年連続6回目）    | 1回戦    | ● 0 - 1 明石中                                             | 初戦敗退 |
| 1934年 （第11回大会） | 京都商 （2年連続2回目）    | 1回戦    | ○ 4 - 0 堺中                                               | 2回戦    |
| 1934年 （第11回大会） | 京都商 （2年連続2回目）    | 2回戦    | ● 1 - 2 明石中                                             | 2回戦    |
| 1934年 （第11回大会） | 京都一商 （初出場）        | 2回戦    | ● 0 - 3 東邦商 （8回ウラ終了・降雨又は日没コールドゲーム） | 初戦敗退 |
| 1935年 （第12回大会） | 平安中 （2年ぶり7回目）    | 2回戦    | ● 2 - 5 広陵中                                             | 初戦敗退 |
| 1936年 （第13回大会） | 京都師範 （4年ぶり2回目）  | 2回戦    | ○ 5 - 1 鹿児島商                                           | ベスト8  |
| 1936年 （第13回大会） | 京都師範 （4年ぶり2回目）  | 準々決勝 | ● 1 - 3 平安中                                             | ベスト8  |
| 1936年 （第13回大会） | 平安中 （2年連続8回目）    | 2回戦    | ○ 3 - 1 姫路中                                             | ベスト4  |
| 1936年 （第13回大会） | 平安中 （2年連続8回目）    | 準々決勝 | ○ 3 - 1 京都師範                                           | ベスト4  |
| 1936年 （第13回大会） | 平安中 （2年連続8回目）    | 準決勝   | ● 3 - 6 愛知商                                             | ベスト4  |
| 1937年 （第14回大会） | 平安中 （3年連続9回目）    | 2回戦    | ○ 4 - 2 市岡中                                             | ベスト8  |
| 1937年 （第14回大会） | 平安中 （3年連続9回目）    | 準々決勝 | ● 0 - 2 中京商                                             | ベスト8  |
| 1938年 （第15回大会） | 平安中 （4年連続10回目）   | 1回戦    | ○ 1 - 0 広島商                                             | 2回戦    |
| 1938年 （第15回大会） | 平安中 （4年連続10回目）   | 2回戦    | ● 5 - 13 東邦商                                            | 2回戦    |
| 1939年 （第16回大会） | 平安中 （5年連続11回目）   | 2回戦    | ○ 5 - 3 高松商                                             | ベスト8  |
| 1939年 （第16回大会） | 平安中 （5年連続11回目）   | 準々決勝 | ● 1 - 4 岐阜商                                             | ベスト8  |
| 1940年 （第17回大会） | 京都商 （6年ぶり3回目）    | 2回戦    | ○ 6 - 1 中京商                                             | 準優勝   |
| 1940年 （第17回大会） | 京都商 （6年ぶり3回目）    | 準々決勝 | ○ 2x - 1 平安中 （延長11回）                               | 準優勝   |
| 1940年 （第17回大会） | 京都商 （6年ぶり3回目）    | 準決勝   | ○ 2 - 0 東邦商                                             | 準優勝   |
| 1940年 （第17回大会） | 京都商 （6年ぶり3回目）    | 決勝     | ● 0 - 2 岐阜商                                             | 準優勝   |
| 1940年 （第17回大会） | 平安中 （6年連続12回目）   | 2回戦    | ○ 6 - 0 鹿児島商                                           | ベスト8  |
| 1940年 （第17回大会） | 平安中 （6年連続12回目）   | 準々決勝 | ● 1 - 2x 京都師範 （延長11回）                             | ベスト8  |
| 1941年 （第18回大会） | 平安中 （7年連続13回目）   | 1回戦    | ● 5 - 11 下関商                                            | 初戦敗退 |
| 1947年 （第19回大会） | 京都二中 （初出場）        | 1回戦    | ● 0 - 1 慶応普通部                                         | 初戦敗退 |
| 1947年 （第19回大会） | 京都二商 （初出場）        | 1回戦    | ● 0 - 3 中学済々黌                                         | 初戦敗退 |
| 1947年 （第19回大会） | 京都一商 （13年ぶり2回目） | 1回戦    | ○ 3x - 2 松本商                                            | 2回戦    |
| 1947年 （第19回大会） | 京都一商 （13年ぶり2回目） | 2回戦    | ● 1 - 2 小倉中                                             | 2回戦    |

## 選抜高等学校野球大会
| 開催年 （大会）       | 選出校                       | 試合結果                   | 試合結果                       | 成績     |
| --------------------- | ---------------------------- | -------------------------- | ------------------------------ | -------- |
| 1948年 （第20回大会） | 京都一商 （2年連続3回目）    | 1回戦                      | ○ 3 - 2 小倉中 （延長13回）    | 優勝     |
| 1948年 （第20回大会） | 京都一商 （2年連続3回目）    | 準々決勝                   | ○ 4 - 2 田辺中                 | 優勝     |
| 1948年 （第20回大会） | 京都一商 （2年連続3回目）    | 準決勝                     | ○ 4 - 1 北野中                 | 優勝     |
| 1948年 （第20回大会） | 京都一商 （2年連続3回目）    | 決勝                       | ○ 1x - 0 京都二商 （延長11回） | 優勝     |
| 1948年 （第20回大会） | 京都二商 （2年連続2回目）    | 1回戦                      | ○ 7 - 0 大分中                 | 準優勝   |
| 1948年 （第20回大会） | 京都二商 （2年連続2回目）    | 準々決勝                   | ○ 1 - 0 享栄商                 | 準優勝   |
| 1948年 （第20回大会） | 京都二商 （2年連続2回目）    | 準決勝                     | ○ 4 - 2 下関商                 | 準優勝   |
| 1948年 （第20回大会） | 京都二商 （2年連続2回目）    | 決勝                       | ● 0 - 1x 京都一商 （延長11回） | 準優勝   |
| 1949年 （第21回大会） | 平安 （8年ぶり14回目）       | 1回戦                      | ● 3 - 5 徳島商                 | 初戦敗退 |
| 1950年 （第22回大会） | 洛陽 （初出場）              | 1回戦                      | ● 3 - 9 桐生                   | 初戦敗退 |
| 1951年 （第23回大会） | 平安 （2年ぶり15回目）       | 1回戦                      | ● 0 - 4 宇都宮工               | 初戦敗退 |
| 1952年 （第24回大会） | 平安 （2年連続16回目）       | 2回戦                      | ○ 1 - 0 芦屋                   | ベスト8  |
| 1952年 （第24回大会） | 平安 （2年連続16回目）       | 準々決勝                   | ● 0 - 3 静岡商                 | ベスト8  |
| 1953年 （第25回大会） | 伏見 （初出場）              | 1回戦                      | ○ 3 - 0 北海                   | ベスト4  |
| 1953年 （第25回大会） | 2回戦                        | ○ 3 - 2 平安               |                                | ベスト4  |
| 1953年 （第25回大会） | 準々決勝                     | ○ 2x - 1 柳井 （延長11回） |                                | ベスト4  |
| 1953年 （第25回大会） | 準決勝                       | ● 1 - 3 浪華商             |                                | ベスト4  |
| 1953年 （第25回大会） | 平安 （3年連続17回目）       | 2回戦                      | ● 2 - 3 伏見                   | 初戦敗退 |
| 1954年 （第26回大会） | 立命館 （30年ぶり2回目）     | 2回戦                      | ● 0 - 8 小倉                   | 初戦敗退 |
| 1955年 （第27回大会） | 平安 （2年ぶり18回目）       | 2回戦                      | ○ 4 - 2 北見北斗               | ベスト8  |
| 1955年 （第27回大会） | 平安 （2年ぶり18回目）       | 準々決勝                   | ● 1 - 17 浪華商                | ベスト8  |
| 1956年 （第28回大会） | 堀川 （初出場）              | 1回戦                      | ○ 4 - 0 久留米商               | ベスト8  |
| 1956年 （第28回大会） | 堀川 （初出場）              | 2回戦                      | ○ 3 - 1 興国商                 | ベスト8  |
| 1956年 （第28回大会） | 堀川 （初出場）              | 準々決勝                   | ● 2 - 3 八戸                   | ベスト8  |
| 1957年 （第29回大会） | 山城 （初出場）              | 2回戦                      | ● 0 - 1 岐阜商                 | 初戦敗退 |
| 1958年 （第30回大会） | 立命館 （4年ぶり3回目）      | 2回戦                      | ○ 3 - 2 倉敷工                 | ベスト8  |
| 1958年 （第30回大会） | 立命館 （4年ぶり3回目）      | 準々決勝                   | ● 0 - 2 明治                   | ベスト8  |
| 1959年 （第31回大会） | 平安 （4年ぶり19回目）       | 1回戦                      | ○ 7 - 0 石和                   | 2回戦    |
| 1959年 （第31回大会） | 平安 （4年ぶり19回目）       | 2回戦                      | ● 2 - 5 中京商                 | 2回戦    |
| 1960年 （第32回大会） | 平安 （2年連続20回目）       | 1回戦                      | ○ 5 - 3 静岡 （延長10回）      | 2回戦    |
| 1960年 （第32回大会） | 平安 （2年連続20回目）       | 2回戦                      | ● 1 - 4 高松商                 | 2回戦    |
| 1961年 （第33回大会） | 平安 （3年連続21回目）       | 1回戦                      | ○ 4 - 0 海星                   | ベスト4  |
| 1961年 （第33回大会） | 平安 （3年連続21回目）       | 2回戦                      | ○ 3 - 1 秋田商                 | ベスト4  |
| 1961年 （第33回大会） | 平安 （3年連続21回目）       | 準々決勝                   | ○ 9 - 3 松江商                 | ベスト4  |
| 1961年 （第33回大会） | 平安 （3年連続21回目）       | 準決勝                     | ● 1 - 10 法政二                | ベスト4  |
| 1962年 （第34回大会） | 平安 （4年連続22回目）       | 1回戦                      | ● 1 - 7 日大三                 | 初戦敗退 |
| 1964年 （第36回大会） | 平安 （2年ぶり23回目）       | 2回戦                      | ○ 6 - 3 桐生                   | ベスト8  |
| 1964年 （第36回大会） | 平安 （2年ぶり23回目）       | 準々決勝                   | ● 3 - 4 土佐                   | ベスト8  |
| 1965年 （第37回大会） | 大谷 （初出場）              | 1回戦                      | ○ 5 - 4 今治南                 | 2回戦    |
| 1965年 （第37回大会） | 大谷 （初出場）              | 2回戦                      | ● 4 - 5x 東農大二              | 2回戦    |
| 1966年 （第38回大会） | 平安 （2年ぶり24回目）       | 1回戦                      | ○ 1 - 0 前橋工                 | ベスト8  |
| 1966年 （第38回大会） | 平安 （2年ぶり24回目）       | 2回戦                      | ○ 5 - 4 大宮                   | ベスト8  |
| 1966年 （第38回大会） | 平安 （2年ぶり24回目）       | 準々決勝                   | ● 0 - 1 土佐                   | ベスト8  |
| 1967年 （第39回大会） | 平安 （2年連続25回目）       | 1回戦                      | ○ 5 - 0 桜美林                 | 2回戦    |
| 1967年 （第39回大会） | 平安 （2年連続25回目）       | 2回戦                      | ● 1 - 3 新居浜商               | 2回戦    |
| 1968年 （第40回大会） | 平安 （3年連続26回目）       | 1回戦                      | ○ 5 - 0 博多工                 | ベスト8  |
| 1968年 （第40回大会） | 平安 （3年連続26回目）       | 2回戦                      | ○ 7 - 3 仙台育英               | ベスト8  |
| 1968年 （第40回大会） | 平安 （3年連続26回目）       | 準々決勝                   | ● 3 - 6 大宮工                 | ベスト8  |
| 1969年 （第41回大会） | 平安 （4年連続27回目）       | 2回戦                      | ● 2 - 6 三重                   | 初戦敗退 |
| 1970年 （第42回大会） | 平安 （5年連続28回目）       | 1回戦                      | ● 3 - 6 三重                   | 初戦敗退 |
| 1971年 （第43回大会） | 平安 （6年連続29回目）       | 1回戦                      | ● 1 - 2 東邦                   | 初戦敗退 |
| 1972年 （第44回大会） | 花園 （初出場）              | 1回戦                      | ● 0 - 1 専大北上               | 初戦敗退 |
| 1973年 （第45回大会） | 京都商 （33年ぶり4回目）     | 1回戦                      | ● 0 - 2 日大一                 | 初戦敗退 |
| 1974年 （第46回大会） | 平安 （3年ぶり30回目）       | 1回戦                      | ○ 2 - 1 若狭                   | ベスト4  |
| 1974年 （第46回大会） | 平安 （3年ぶり30回目）       | 2回戦                      | ○ 4 - 2 岡崎工                 | ベスト4  |
| 1974年 （第46回大会） | 平安 （3年ぶり30回目）       | 準々決勝                   | ○ 3 - 1 大分商                 | ベスト4  |
| 1974年 （第46回大会） | 平安 （3年ぶり30回目）       | 準決勝                     | ● 1 - 5 報徳学園               | ベスト4  |
| 1975年 （第47回大会） | 東山 （初出場）              | 1回戦                      | ● 6 - 9 北海道日大             | 初戦敗退 |
| 1980年 （第52回大会） | 平安 （6年ぶり31回目）       | 1回戦                      | ● 1 - 2 上尾                   | 初戦敗退 |
| 1981年 （第53回大会） | 東山 （6年ぶり2回目）        | 1回戦                      | ○ 6 - 2 早稲田実               | 2回戦    |
| 1981年 （第53回大会） | 東山 （6年ぶり2回目）        | 2回戦                      | ● 2 - 9 上宮                   | 2回戦    |
| 1982年 （第54回大会） | 西京商 （34年ぶり4回目）     | 1回戦                      | ● 1 - 3 早稲田実               | 初戦敗退 |
| 1983年 （第55回大会） | 立命館 （25年ぶり4回目）     | 1回戦                      | ● 1 - 2 桜美林                 | 初戦敗退 |
| 1984年 （第56回大会） | 京都西 （初出場）            | 1回戦                      | ○ 6 - 1 明野                   | 2回戦    |
| 1984年 （第56回大会） | 京都西 （初出場）            | 2回戦                      | ● 1 - 10 PL学園                | 2回戦    |
| 1986年 （第58回大会） | 京都西 （2年ぶり2回目）      | 1回戦                      | ○ 11 - 1 甲府商                | ベスト8  |
| 1986年 （第58回大会） | 京都西 （2年ぶり2回目）      | 2回戦                      | ○ 6 - 4 函館有斗               | ベスト8  |
| 1986年 （第58回大会） | 京都西 （2年ぶり2回目）      | 準々決勝                   | ● 1 - 2 新湊 （延長14回）      | ベスト8  |
| 1987年 （第59回大会） | 京都西 （2年連続3回目）      | 1回戦                      | ○ 5 - 3 海星                   | 2回戦    |
| 1987年 （第59回大会） | 京都西 （2年連続3回目）      | 2回戦                      | ● 0 - 3 帝京                   | 2回戦    |
| 1989年 （第61回大会） | 京都西 （2年ぶり4回目）      | 1回戦                      | ○ 4 - 1 日立工                 | ベスト4  |
| 1989年 （第61回大会） | 京都西 （2年ぶり4回目）      | 2回戦                      | ○ 11 - 2 苫小牧工              | ベスト4  |
| 1989年 （第61回大会） | 京都西 （2年ぶり4回目）      | 準々決勝                   | ○ 5 - 2 広島工 （延長10回）    | ベスト4  |
| 1989年 （第61回大会） | 京都西 （2年ぶり4回目）      | 準決勝                     | ● 2 - 4 東邦                   | ベスト4  |
| 1990年 （第62回大会） | 北嵯峨 （初出場）            | 1回戦                      | ● 2 - 3 玉野光南               | 初戦敗退 |
| 1992年 （第64回大会） | 東山 （11年ぶり3回目）       | 1回戦                      | ○ 4 - 3 御殿場西 （延長10回）  | 2回戦    |
| 1992年 （第64回大会） | 東山 （11年ぶり3回目）       | 2回戦                      | ● 1 - 5 浦和学院 （延長10回）  | 2回戦    |
| 1993年 （第65回大会） | 東山 （2年連続4回目）        | 2回戦                      | ● 2 - 6 国士舘                 | 初戦敗退 |
| 1993年 （第65回大会） | 北嵯峨 （3年ぶり2回目）      | 2回戦                      | ● 3 - 4x 世田谷学園            | 初戦敗退 |
| 1997年 （第69回大会） | 平安 （17年ぶり32回目）      | 1回戦                      | ○ 5 - 3 星稜                   | ベスト8  |
| 1997年 （第69回大会） | 平安 （17年ぶり32回目）      | 2回戦                      | ○ 2 - 1 日南学園               | ベスト8  |
| 1997年 （第69回大会） | 平安 （17年ぶり32回目）      | 準々決勝                   | ● 2 - 5 報徳学園               | ベスト8  |
| 1998年 （第70回大会） | 京都成章 （初出場）          | 2回戦                      | ● 2 - 18 岡山理大付            | 初戦敗退 |
| 1998年 （第70回大会） | 京都西 （9年ぶり5回目）      | 2回戦                      | ● 0 - 6 明徳義塾               | 初戦敗退 |
| 1999年 （第71回大会） | 平安 （2年ぶり33回目）       | 1回戦                      | ○ 5 - 1 東邦                   | ベスト8  |
| 1999年 （第71回大会） | 平安 （2年ぶり33回目）       | 2回戦                      | ○ 9 - 7 駒大高 （延長10回）    | ベスト8  |
| 1999年 （第71回大会） | 平安 （2年ぶり33回目）       | 準々決勝                   | ● 0 - 6 PL学園                 | ベスト8  |
| 1999年 （第71回大会） | 峰山 （初出場）              | 1回戦                      | ● 1 - 3 日南学園 （延長12回）  | 初戦敗退 |
| 2000年 （第72回大会） | 鳥羽 （53年ぶり2回目）       | 1回戦                      | ○ 7 - 2 埼玉栄                 | ベスト4  |
| 2000年 （第72回大会） | 鳥羽 （53年ぶり2回目）       | 2回戦                      | ○ 8 - 6 長野商                 | ベスト4  |
| 2000年 （第72回大会） | 鳥羽 （53年ぶり2回目）       | 準々決勝                   | ○ 12 - 5 明徳義塾              | ベスト4  |
| 2000年 （第72回大会） | 鳥羽 （53年ぶり2回目）       | 準決勝                     | ● 1 - 11 東海大相模            | ベスト4  |
| 2001年 （第73回大会） | 鳥羽 （2年連続3回目）        | 2回戦                      | ● 2 - 3 関西                   | 初戦敗退 |
| 2002年 （第74回大会） | 平安 （3年ぶり34回目）       | 1回戦                      | ● 1 - 7 浦和学院               | 初戦敗退 |
| 2003年 （第75回大会） | 平安 （2年連続35回目）       | 2回戦                      | ○ 4 - 0 宇部鴻城               | ベスト8  |
| 2003年 （第75回大会） | 平安 （2年連続35回目）       | 3回戦                      | ○ 3 - 2 中京                   | ベスト8  |
| 2003年 （第75回大会） | 平安 （2年連続35回目）       | 準々決勝                   | ● 0 - 3 横浜                   | ベスト8  |
| 2004年 （第76回大会） | 立命館宇治 （初出場）        | 1回戦                      | ● 4 - 5 愛工大名電             | 初戦敗退 |
| 2006年 （第78回大会） | 京都外大西 （8年ぶり6回目）  | 1回戦                      | ● 1 - 4 東海大相模             | 初戦敗退 |
| 2008年 （第80回大会） | 平安 （5年ぶり36回目）       | 2回戦                      | ○ 3 - 2 成章                   | ベスト8  |
| 2008年 （第80回大会） | 平安 （5年ぶり36回目）       | 3回戦                      | △ 3 - 3 鹿児島工 （延長15回）  | ベスト8  |
| 2008年 （第80回大会） | 平安 （5年ぶり36回目）       | 3回戦                      | ○ 1 - 0 鹿児島工 （再試合）    | ベスト8  |
| 2008年 （第80回大会） | 平安 （5年ぶり36回目）       | 準々決勝                   | ● 0 - 8 聖望学園               | ベスト8  |
| 2009年 （第81回大会） | 福知山成美 （初出場）        | 1回戦                      | ○ 5 - 2 国士舘 （延長15回）    | 2回戦    |
| 2009年 （第81回大会） | 福知山成美 （初出場）        | 2回戦                      | ● 0 - 1 清峰                   | 2回戦    |
| 2010年 （第82回大会） | 立命館宇治 （6年ぶり2回目）  | 1回戦                      | ● 6 - 7 広陵                   | 初戦敗退 |
| 2011年 （第83回大会） | 京都成章 （13年ぶり2回目）   | 1回戦                      | ● 3 - 9 静清                   | 初戦敗退 |
| 2012年 （第84回大会） | 鳥羽 （11年ぶり4回目）       | 1回戦                      | ● 0 - 2 聖光学院               | 初戦敗退 |
| 2013年 （第85回大会） | 京都翔英 （初出場）          | 2回戦                      | ● 5 - 6 敦賀気比               | 初戦敗退 |
| 2013年 （第85回大会） | 龍谷大平安 （5年ぶり37回目） | 2回戦                      | ● 2 - 4 早稲田実               | 初戦敗退 |
| 2014年 （第86回大会） | 龍谷大平安 （2年連続38回目） | 1回戦                      | ○ 16 - 2 大島                  | 優勝     |
| 2014年 （第86回大会） | 龍谷大平安 （2年連続38回目） | 2回戦                      | ○ 8 - 2 八戸学院光星           | 優勝     |
| 2014年 （第86回大会） | 龍谷大平安 （2年連続38回目） | 準々決勝                   | ○ 5x - 4 桐生第一 （延長10回） | 優勝     |
| 2014年 （第86回大会） | 龍谷大平安 （2年連続38回目） | 準決勝                     | ○ 8 - 1 佐野日大               | 優勝     |
| 2014年 （第86回大会） | 龍谷大平安 （2年連続38回目） | 決勝                       | ○ 6 - 2 履正社                 | 優勝     |
| 2014年 （第86回大会） | 福知山成美 （5年ぶり2回目）  | 1回戦                      | ○ 6 - 2 山梨学院大付           | ベスト8  |
| 2014年 （第86回大会） | 福知山成美 （5年ぶり2回目）  | 2回戦                      | ○ 12 - 0 神村学園              | ベスト8  |
| 2014年 （第86回大会） | 福知山成美 （5年ぶり2回目）  | 準々決勝                   | ● 2 - 6 履正社                 | ベスト8  |
| 2015年 （第87回大会） | 立命館宇治 （5年ぶり3回目）  | 1回戦                      | ● 1 - 7 静岡                   | 初戦敗退 |
| 2015年 （第87回大会） | 龍谷大平安 （3年連続39回目） | 1回戦                      | ● 0 - 2 浦和学院 （延長11回）  | 初戦敗退 |
| 2016年 （第88回大会） | 龍谷大平安 （4年連続40回目） | 1回戦                      | ○ 7 - 1 明徳義塾               | ベスト4  |
| 2016年 （第88回大会） | 龍谷大平安 （4年連続40回目） | 2回戦                      | ○ 2 - 0 八戸学院光星           | ベスト4  |
| 2016年 （第88回大会） | 龍谷大平安 （4年連続40回目） | 準々決勝                   | ○ 2x - 1 明石商 （延長12回）   | ベスト4  |
| 2016年 （第88回大会） | 龍谷大平安 （4年連続40回目） | 準決勝                     | ● 1 - 2x 智弁学園              | ベスト4  |
| 2018年 （第90回大会） | 乙訓 （初出場）              | 2回戦                      | ○ 7 - 2 おかやま山陽           | 3回戦    |
| 2018年 （第90回大会） | 乙訓 （初出場）              | 3回戦                      | ● 1 - 2 三重                   | 3回戦    |
| 2019年 （第91回大会） | 龍谷大平安 （3年ぶり41回目） | 1回戦                      | ○ 2 - 0 津田学園 （延長11回）  | ベスト8  |
| 2019年 （第91回大会） | 龍谷大平安 （3年ぶり41回目） | 2回戦                      | ○ 9 - 1 盛岡大付               | ベスト8  |
| 2019年 （第91回大会） | 龍谷大平安 （3年ぶり41回目） | 準々決勝                   | ● 0 - 1x 明豊 （延長11回）     | ベスト8  |
| 2019年 （第91回大会） | 福知山成美 （5年ぶり3回目）  | 1回戦                      | ● 2 - 3 筑陽学園               | 初戦敗退 |
| 2021年（第93回大会）  | 京都国際（初出場）           | 1回戦                      | ○ 5 - 4 柴田（延長10回）       | 2回戦    |
| 2021年（第93回大会）  | 京都国際（初出場）           | 2回戦                      | ● 4 - 5x 東海大菅生            | 2回戦    |
| 2023年（第95回大会）  | 龍谷大平安（4年ぶり42回目）  | 2回戦                      | ○ 4 - 3 長崎日大               | 3回戦    |
| 2023年（第95回大会）  | 龍谷大平安（4年ぶり42回目）  | 3回戦                      | ● 1 - 6 仙台育英               | 3回戦    |
| 2024年（第96回大会）  | 京都外大西（18年ぶり7回目）  | 1回戦                      | ● 1 - 7 山梨学院               | 初戦敗退 |
| 2024年（第96回大会）  | 京都国際（3年ぶり2回目）     | 1回戦                      | ● 3 - 4x 青森山田              | 初戦敗退 |

## 通算成績
| 出場 | 試合 | 勝利 | 敗戦 | 引分 | 勝率 | 優勝 | 準優勝 | ベスト4 | ベスト8 |
| ---- | ---- | ---- | ---- | ---- | ---- | ---- | ------ | ------- | ------- |
| 94   | 176  | 83   | 92   | 1    | .474 | 2    | 2      | 8       | 10      |

## 学校別成績
| 校名             | 出場 | 勝敗        | 直近出場 | 最高成績 | 前身校           |
| ---------------- | ---- | ----------- | -------- | -------- | ---------------- |
| 龍谷大平安       | 42回 | 43勝41敗1分 | 2023年   | 優勝1回  | 平安中、平安     |
| 京都外大西       | 7回  | 7勝6敗      | 2024年   | ベスト4  | 京都西           |
| 京都先端科学大付 | 4回  | 6勝4敗      | 1973年   | 準優勝   | 京都商           |
| 西京             | 4回  | 5勝3敗      | 1982年   | 優勝1回  | 京都一商、西京商 |
| 鳥羽             | 4回  | 3勝4敗      | 2012年   | ベスト4  | 京都二中         |
| 東山             | 4回  | 2勝4敗      | 1993年   | 2回戦    |                  |
| 立命館           | 4回  | 1勝4敗      | 1983年   | ベスト8  | 立命館中         |
| 福知山成美       | 3回  | 3勝3敗      | 2019年   | ベスト8  |                  |
| 立命館宇治       | 3回  | 0勝3敗      | 2015年   | 初戦敗退 |                  |
| 京都二商         | 2回  | 3勝2敗      | 1948年   | 準優勝   |                  |
| 京都国際         | 2回  | 1勝2敗      | 2024年   | 2回戦    |                  |
| 京都師範         | 2回  | 2勝2敗      | 1936年   | ベスト8  |                  |
| 北嵯峨           | 2回  | 0勝2敗      | 1993年   | 初戦敗退 |                  |
| 京都成章         | 2回  | 0勝2敗      | 2011年   | 初戦敗退 |                  |
| 伏見工           | 1回  | 3勝1敗      | 1953年   | ベスト4  | 伏見             |
| 堀川             | 1回  | 2勝1敗      | 1956年   | ベスト8  |                  |
| 大谷             | 1回  | 1勝1敗      | 1965年   | 2回戦    |                  |
| 乙訓             | 1回  | 1勝1敗      | 2018年   | 3回戦    |                  |
| 洛陽工           | 1回  | 0勝1敗      | 1950年   | 初戦敗退 | 洛陽             |
| 山城             | 1回  | 0勝1敗      | 1957年   | 初戦敗退 |                  |
| 花園             | 1回  | 0勝1敗      | 1972年   | 初戦敗退 |                  |
| 峰山             | 1回  | 0勝1敗      | 1999年   | 初戦敗退 |                  |
| 京都翔英         | 1回  | 0勝1敗      | 2013年   | 初戦敗退 |                  |